# Aile de Flore

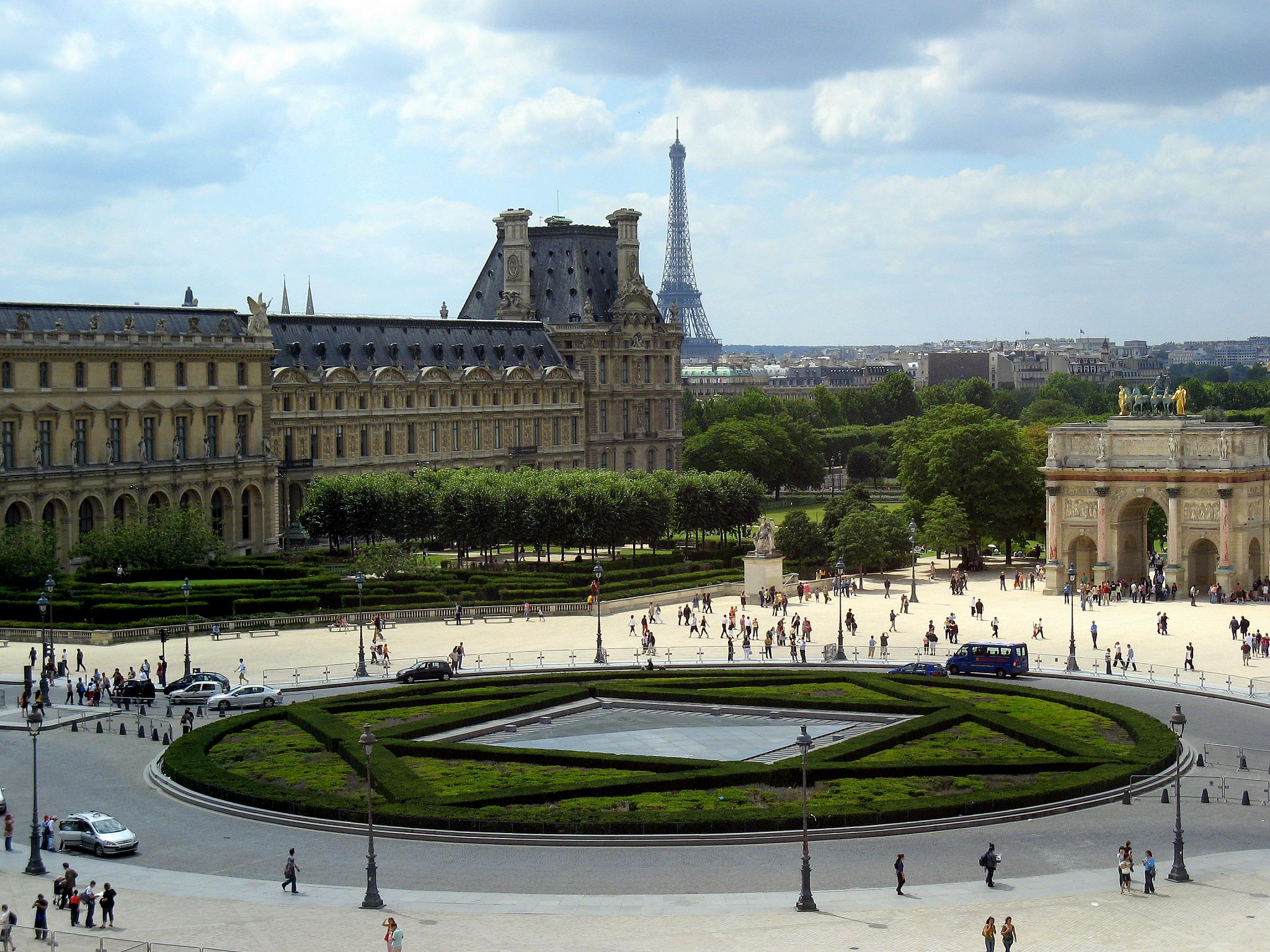
L'aile de Flore du palais du Louvre se trouve à la gauche sur la photographie.

L'aile de Flore dans le palais du Louvre (cliquer pour agrandir).

L'aile de Flore est une aile du palais du Louvre située dans le prolongement du pavillon des Sessions et débouchant sur le pavillon de Flore. Elle est aujourd'hui occupée par diverses institutions. Le rez-de-chaussée, le premier étage et le sous-sol sont occupés par l'École du Louvre tandis que le deuxième étage est occupé par les réserves et les bureaux du département des arts graphiques du musée du Louvre.

## Histoire
L'aile de Flore, tout comme l'aile Denon et les pavillons des Sessions, Lesdiguières et de Trémoille, fait à l'origine partie de la Grande Galerie édifiée à l'origine sous Charles IX et Henri IV afin de relier le Louvre au nouveau palais des Tuileries. Par la suite, celle-ci sera profondément remaniée. Entre 1804 et 1811, sous le Premier Empire, les architectes Charles Percier et Pierre-François-Léonard Fontaine transforment cette partie de la Grande Galerie en aile. Cela se fait sur le modèle de l'aile de Marsan face à l'aile de Flore et dont cette dernière reprend le modèle. C'est sous le Second Empire que verra le jour l'aile de Flore telle que l'on peut la voir aujourd'hui, comme pour l'aile de Marsan. Cette transformation des ailes créées par Fontaine et Percier fait partie d'un vaste programme de reconstruction au sein du palais du Louvre.

## Architecture
L'aile de Flore dans son état actuel est l'œuvre de l'architecte Hector Lefuel qui travaillera sur cette aile entre 1861 et 1866. La décoration des façades est confiée à Jean-Baptiste Carpeaux pour la décoration de la façade côté Seine et à Pierre-Jules Cavelier pour celle du côté des Tuileries.